# Гобе, Фернан
Фернан Гобе (род. 12 февраля 1962) — швейцарский шахматист, международный мастер (1985).
В составе сборной Швейцарии участник 3-х Олимпиад (1982—1984, 1988; 1982 — представлял 2-ю сборную) и 1-го командного чемпионата мира (1985) в Люцерне. Он был соредактором Swiss Chess Review с 1981 по 1989 год.

## Изменения рейтинга
| Графики недоступны из-за технических проблем. См. информацию на Фабрикаторе и на mediawiki.org. |

## Книги
- Gobet, F. (2015). Understanding expertise: A multidisciplinary approach. London: Palgrave.
- Gobet, F. & Schiller, M. (Eds.) (2014). Problem gambling: Cognition, prevention and treatment. London: Palgrave Macmillan.
- Gobet, F. (2011). Psychologie du talent et de l’expertise. Paris: De Boeck.
- Gobet, F., Chassy, P., & Bilalić, M. (2011). Foundations of cognitive psychology. New York, NY: McGraw Hill.
- Gobet, F., de Voogt, A., & Retschitzki, J. (2004). Moves in mind - The psychology of board games.Hove, UK: Psychology Press.
- de Groot, A. & Gobet, F. (1996). Perception and memory in chess. Heuristics of the professional eye. Assen: Van Gorcum.
- Gobet, F. (1993). Les mémoires d'un joueur d'échecs. Fribourg (Switzerland): Editions Universitaires